# Weston (Northamptonshire)
Weston – wieś w Anglii, w hrabstwie Northamptonshire, w dystrykcie (unitary authority) West Northamptonshire. Leży 22 km na południowy zachód od miasta Northampton i 98 km na północny zachód od Londynu.